# التاريخ الطبيعي لنيوزيلندا
التَّارِيْخُ الطَّبِيْعِيُّ لِنْيُوْزِيْلَنْدَا (بالإنجليزية: Natural History New Zealand)‏ اختِصارًا (NHNZ)؛ هي شركة إنتاج تلفزيوني مقرها نيوزيلندا. تعمل وتشترك في الإنتاج مع العديد من المذيعين العالميين الرئيسين؛ مثل: قناة ديسكفري، أنيمال بلانت، ديسكفري ساينس، ناشيونال جيوغرافيك، قناة السفر، هيئة الإذاعة اليابانية، فرنسا 5 وزي دي اف. تتوفر برامج الشركة في 180 دولة.